# Чемичев, Иван Дмитриевич
Иван Дмитриевич Чемичев (4 июня 1932 — 22 апреля 2016) — советский борец-вольник, советский и российский тренер, преподаватель высшей школы. Бронзовый призёр соревнований по вольной борьбе в рамках II летней Спартакиады народов СССР в полусреднем весе (имевших статус 15-го чемпионата СССР). Мастер спорта СССР (1956). Заслуженный тренер РСФСР.
Среди его учеников — В. Андреев, В. Близнецов, А. Морозов, Е. Раскин, Ю. Федоров, А. Яблоков.

## Биография
Начал заниматься борьбой в 1954 году. Выступал за ДСО «Буревестник», ВФСО «Динамо» и ДСО «Труд» (все — Ленинград). Тренировался под руководством В. Г. Корнилова.
С 1955 по 1961 тренер Центральной ДЮСШ (Ленинград).
В 1956 году окончил ГДОИФК имени П. Ф. Лесгафта
В 1957 году чемпион РСФСР.
3-й призёр чемпионата СССР (1959) в полусреднем весе.
С 1961 по 1999 — старший преподаватель, доцент Ленинградского технологического института имени Ленсовета (позже Санкт-Петербургского технологического института и Санкт-Петербургского государственного технологического института).
Старший тренер сборной Ленинграда — 1978-79.
В 1999—2016 годах доцент Балтийского государственного технического университета «Военмех» имени Д Ф. Устинова.
Скончался 22 апреля 2016 года на 84-м году жизни.